# 田中四郎 (1908年生)
田中 四郎（たなか しろう、1908年6月15日 - 1990年11月21日）は、日本の経営者。山陽特殊製鋼社長、会長を務めた。群馬県出身。

## 経歴
1934年に東京帝国大学法学部英法科を卒業し、同年5月に日本製鉄に入社。1957年5月に富士製鐵取締役に就任し、1960年7月に東海製鐵専務を経て、1965年3月に山陽特殊製鋼管財人代理に就任し、1967年12月から1970年12月までに社長を務めた。
1980年11月に勲四等旭日小綬章を受章。
1990年11月21日肺炎のためにで死去。82歳没。